# Nudsjön
Nudsjön är en sjö i Härjedalens kommun i Härjedalen och ingår i Ljusnans huvudavrinningsområde. Sjön har en area på 0,081 kvadratkilometer och ligger 582 meter över havet. Sjön avvattnas av vattendraget Nupan.

## Delavrinningsområde
Nudsjön ingår i det delavrinningsområde (693281-138821) som SMHI kallar för Mynnar i Veman. Medelhöjden är 596 meter över havet och ytan är 19,77 kvadratkilometer. Det finns inga avrinningsområden uppströms utan avrinningsområdet är högsta punkten. Nupan som avvattnar avrinningsområdet har biflödesordning 3, vilket innebär att vattnet flödar genom totalt 3 vattendrag innan det når havet efter 323 kilometer. Avrinningsområdet består mestadels av skog (73 procent) och sankmarker (20 procent). Avrinningsområdet har 0,08 kvadratkilometer vattenytor vilket ger det en sjöprocent på 0,4 procent.